# 第一次勒布爾熱战役
第一次勒布尔歇战役 （法語：Première bataille du Bourget）是1870年10月28日至10月30日的普法战争期间。法国与普鲁士王国在勒布爾熱发生的一场战役。

## 背景
自1870年9月19日以来，法国首都巴黎被北德意志联邦与其同盟国军队围困。巴黎国防政府随着组织由多达12万名士兵和33万名国民自卫军士兵组成巴黎国防军。其中，由卡雷·德·贝勒马尔将军指挥着巴黎北部的圣但尼的要塞，这是巴黎最大和人口最多的堡垒城镇之一。由于要塞的大炮可以到达勒布尔歇城镇，因此该镇本身只驻有一个普军军团，由属于后卫军的第4奥古斯塔女王近卫掷弹兵团驻守。同时，普鲁士的巡逻队占据了蒙马尼镇和欧奈苏布瓦之间的路线。

## 战役过程

### 法国进攻
1870年10月28日凌晨，德·贝勒马尔未经路易·朱爾·特羅胥的批准下，派出300名自由射手前往勒布尔歇，成功占领了该城镇并进行防御工事。虽然普军最初对收回这个阵地不感兴趣，但萨克森的阿尔贝特对此下令进行反击。为了巩固当地的防御力量，德·贝勒马尔要求路易·朱爾·特羅胥从巴黎调动部队增援，但被后者拒绝。
普鲁士通过武力侦察后意识到当地已经被强大的法军部队占领，只靠第4奥古斯塔步兵团已不太可能击退法军。1870年10月29日，普军调来大量炮兵部队，对勒布尔歇进行了一整天炮击，但法军并沒有因此撤出城镇。

### 普军反击

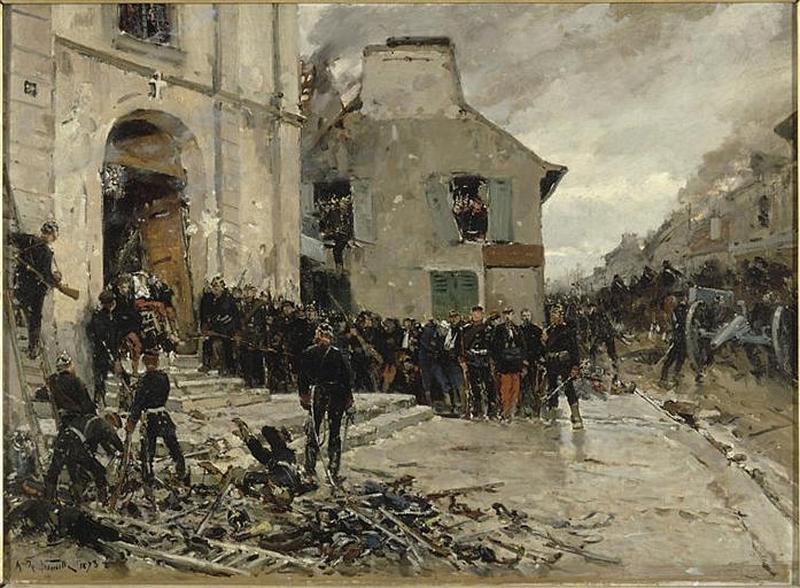
普鲁士占领后的勒布尔歇市

1870年10月30日，普鲁士鲁道夫·奥托·冯·布德里茨基亲自率领第2步兵师的9个营对勒布尔歇的德朗西、迪尼、勒布朗梅尼勒三个方面发起进攻。法军在勒布尔歇的北部，东部和东南部被普军同时包围后，许多法国士兵开始逃往西南部拉库尔讷沃和欧贝维利耶。经过长达四个小时的激烈战斗后，勒布尔歇几乎每座建筑物都被摧毁 ，该地最终被普军重新占领。

## 结果

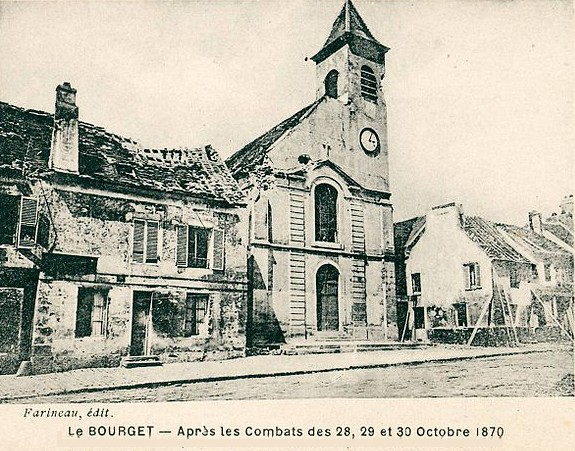
战斗后的勒布尔歇市。

勒布尔歇失败的消息与10月27日的梅斯围城战役投降的消息同时传达巴黎后，在巴黎引起了民众的起义，促使了巴黎公社的成立。同时，法国在勒布尔歇的失败也标志着德朗西的军事撤离。到了11月，德国人加强了勒布尔歇的安全后，炸毁了当地火车站和摧毁了拉库尔讷沃一侧的铁路线。这一行动的后果导致了1870年12月21日的第二次勒布尔歇战役。